# Канасюбиги

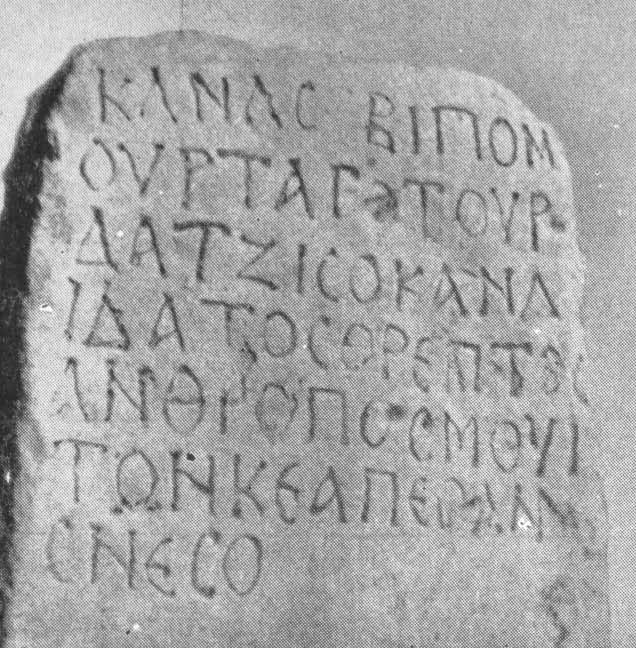
Надпись Омуртага

Канасюбиги (Кан сюбиги; греч. Κανασυβιγι) — титул нескольких булгарских правителей, нанесённый на каменные колонны на греческом языке.
Имеется ряд надписей на каменных колоннах на греческом языке, где Омуртаг и Маламир титулуют себя «ΚΑΝΑΣΥΒΙΓΙ»: «Кан сюбиги Омуртаг» (№ 59-62, 64-66, 68), «Кан сюбиги Омуртаг от бога архонт» (№ 56, 57), «Кан сюбиги Маламир» (№ 69), «Кан сюбиги Маламир, от бога архонт» (№ 58).
Вначале исследователи делили его на κανασ υβιγι (например, В. Томашек, А. Заячковский, Д. Моравчик, В. Златарский и другие). В. Томашек один из первых предложил свои догадки, которые потом были приняты многими: первая часть определялась как грецизированный вид тюркского титула хан, другая часть переводилась из кумано-тюркского «ōweghü, ōwghü» как славный или великий, что в итоге выходило «великий хан». Д. Иловайский первую часть (κανασ или canes) толковал как славянское князь (кънѧѕь), а вторую часть (υβηγι) читал как «убиги» и предлагал возможное объяснение славянским «убогий» в архаичном смысле — смиренный, благочестивый.
В дальнейшем некоторые стали разделять на κανα συβιγι. Болгарский профессор Веселин Бешевлиев первый компонент (κανα) переводил как хан, а второй (συβιγι) — господин или начальник войска. Но также некоторые исследователи вторую форму определяли как великий, а Ц. Степанов отождествляет с индоевропейским *su-baga и переводит как «(правитель) от Бога».